# Запис Синћелића храст (Грабовац)
Запис Синћелића храст (Грабовац) се налази на парцели чији је власник Синђелић Радослав.

## Локација
| Општина             | Свилајнац                                            |
| Катастарска општина | Грабовац                                             |
| Потес               | Тирове                                               |
| Координате          | 44° 12′ 26″ С; 21° 15′ 11″ И / 44.2072° С; 21.253° И |
| Надморска висина    | 118m                                                 |

## Карактеристике
Дендрометријске вредности утврђене на терену и сателитским снимцима:
| Стабло                     | Храст |
| Висина стабла              | m     |
| Обим дебла                 | m     |
| Пречник крошње             | 22m   |
| Пречник дебла              | m     |
| Висина дебла до прве гране | m     |

## База записа
Запис је у оквиру Викимедија пројекта "Запис - Свето дрво" заведен под редним бројем 0279.